# 島根県女子サッカーリーグ
島根県女子サッカーリーグ（しまねけんじょしサッカーリーグ）は、島根県に所在する女子登録チームが参加する女子サッカーリーグである。

## 概要
都道府県リーグのひとつであり、日本の女子サッカーリーグ編成において5部に相当する。

## リーグ昇格
中国女子サッカーリーグへの昇格
- 中国地方5県の県リーグ上位チームが参加するトーナメント戦（中国女子サッカーリーグチャレンジ戦）で、上位2チームが中国女子サッカーリーグ入替戦に出場できる。
- 中国女子サッカーリーグ下位2チームとの入替戦に勝利すると、中国女子サッカーリーグへ昇格することが出来る。
- チャレンジリーグ昇格などで中国リーグに欠員が出た場合は、チャレンジ戦優勝で自動昇格、チャレンジ戦2位が中国リーグ最下位と入替戦となる。

## 参加クラブ
2017年度
- 島根県立松江商業高等学校（松江市）
- ガディシーズSC益田（益田市）
- ディオッサ出雲F.C.U15（出雲市）

過去の参加クラブ
- ディオッサ出雲F.C.（出雲市）
- 松江シティRagazza（松江市）
- 明誠高等学校（益田市）

## 年度別順位
| 年度 | 参加 | 1位                | 2位          | 3位                   | 4位      | 5位 |
| ---- | ---- | ------------------ | ------------ | --------------------- | -------- | --- |
| 2014 | 5    | ディオッサ出雲F.C. | Ragazza松江  |                       |          |     |
| 2015 | 4    | 松江シティRagazza  | 松江商業高校 | ガディシーズSC益田    | 明誠高校 | -   |
| 2016 | 4    | 松江シティRagazza  |              |                       |          | -   |
| 2017 | 3    |                    |              | ディオッサ出雲F.C.U15 | -        | -   |